# Antično mesto Kalhat
Starodavno mesto Kalhat ali Galhat (arabsko: قلهات) (na zemljevidu Abrahama Orteliusa, imenovano kot Calha) je nekaj več kot 20 km severno od Sura, v governoratu Južni Aš Šarkija v severovzhodnem Omanu.

## Opis lokacije
Kraj leži na jugu governorata Južni Aš Šarkija v vilajetu Sur, približno 20 kilometrov severno od mesta Sur v današnjem Omanu. Naselje leži na planoti približno 10 metrov nad morjem in je imelo po popisu leta 2010 1123 prebivalcev. Na zahodu je omejeno z gorami, na severu z morjem, na severozahodu pa z dolino in naplavinami (haur). Lokacija zavzema površino 35 hektarjev, razširitev sever-jug pa je približno 1 kilometer. Mesto je obdano z ostanki nekdanjih utrdb (zidovi, stolpi).
Pristanišče Qalhat, Qalhat LNG Terminal ali Port of Qalhat, je tik izven mesta na 1,4 km² velikem območju. Tu je glavno nakladalno pristanišče za LNG iz omanskih plinskih polj. Pri širitvi pristanišča sodelujejo predvsem vlagatelji iz Japonske in Koreje.
Ena od pristajališč mednarodnega podmorskega kabla SEA-ME-WE 5 je v Kalhatu.

## Zgodovina
Zgodovinsko gledano je bil Kalhat v obdobju pred letom 1500 pomembno trgovsko središče ob Arabskem morju. Od tu so morske poti vodile v Indijo, Jemen in Perzijski zaliv. V bistvu je kraj deloval kot vmesna trgovska postaja za trgovino med Indijo in Arabijo. Kalhat je bila druga prestolnica sultanata Hormuz, ki je nekaj stoletij od približno 1300 do 1508 nadziral dostop do Perzijskega zaliva v Hormuški ožini. Na svojem vrhuncu je sultanat nadzoroval številna mesta na južni obali Arabije, vključno z Qalhatom, Qurayyatom, Maskatom in Soharjem. Kalhat je bil poznan daleč zunaj regije kot trgovsko središče in kot takega so ga omenjali evropski in arabski popotniki v svojih spisih, vključno z Marcom Polom (1254-1324) in Ibn Battuto (1304-1377). Slednji je mesto med letoma 1328 in 1330 tudi osebno obiskal. Dirkalni konji, dateljni, biseri in sol so prišli kot trgovsko blago iz Arabije, blago iz blaga, kovinski izdelki, začimbe in riž pa iz Indije.
Konec razcveta Kalhata in celotnega sultanata Hormuz je prišel s prihodom evropskih kolonizatorjev. Leta 1505 je portugalski pomorščak Afonso de Albuquerque ob svojem prvem obisku sklenil nekakšno pogodbo o prijateljstvu. Vendar so se Portugalci leta 1508 vrnili, oropali in uničili večji del mesta ter v naslednjih letih prevzeli tudi nadzor nad celotnim sultanatom. Glavni motiv za to je bila želja po nadzoru donosne trgovine z začimbami med Indijo in Osmanskim cesarstvom. V ta namen so Portugalci vzpostavili obsežno mrežo trgovskih postaj in utrjenih krajev na obalah Indijskega oceana ter se borili proti konkurenčni arabsko-osmanski trgovini. Kalhat si ni nikoli opomogel od uničenja leta 1508 in trgovsko središče se je nato preselilo v Maskat. 

## Vpis med svetovno dediščino
Trenutno nekaj stavb in ruševin še vedno priča o njegovem nekdanjem pomenu. Najpomembnejši arhitekturni spomenik je mavzolej Bibi Mariam. Mavzolej, zgrajen v istem slogu kot podobne stavbe iz istega obdobja v Iranu in Srednji Aziji, je zgradil hormuški sultan in vladar Kalata Bahaudin Ajez za svojo ženo Bibi Mariam.
23. maja 2013 je omanska vlada zaprosila UNESCO za registracijo zgodovinskih znamenitosti kot svetovne dediščine. Vlogo so utemeljili z dejstvom, da je v Kalhatu mogoče najti najpomembnejše ostanke morskega trgovskega središča v Južni Arabiji za čezmorsko trgovino. Kraj je bil uvrščen na tako imenovani poskusni seznam Unesca in junija 2018 razglašen za svetovno dediščino.